# Пролећна изложба УЛУС-а (2017)
Пролећна изложба УЛУС-а (2017), одржана у периоду од 30. марта до 23. априла 2017. године. Изложба је представљена у галеријском простору Удружења ликовних уметника Србије, односно у Уметничком павиљону "Цвијета Зузорић" у Београду.

## Излагачи
1. Миливоје Аксентијевић
2. Милица Антонијевић
3. Тони Аничин
4. Арион Аслани
5. Милена Белензада
6. Јелена Бибић
7. Ирена Бијелић Горењак
8. Душан Божић
9. Драгана Бојић
10. Јована Бралетић
11. Наташа Будимлија
12. Мирослава Брковић
13. Габријела Булатовић
14. Љиљана Бурсаћ
15. Биљана Велиновић
16. Оливера Ванић
17. Никола Велицки
18. Теодора Војиновић
19. Алина Гадомски Тодоровић
20. Сања Вуковић
21. Мила Гвардиол
22. Јелена Марта Глишић
23. Софија Гогић
24. Санда Грлић
25. Горски Кабадаја
26. Зоран Деранић
27. Сретко Дивљан
28. Перица Донков
29. Ана Ђаповић
30. Јована Ђорђевић
31. Драгомир Ђекић
32. Мирољуб Ђорђевић
33. Катарина Ђорђевић
34. Олга Ђорђевић
35. Петар Ђорђевић
36. Слађана Ђукановић
37. Мирјана Ђошић
38. Михаил Ђуровка
39. Ружица Ерић
40. Славко Живановић
41. Ивана Живић Јерковић
42. Ненад Зељић
43. Сања Жигић
44. Драгана Јокић
45. Дејан Јанков
46. Бранимир Карановић
47. Миа Кешељ
48. Јелена Каришик
49. Драгана Кнежевић
50. Мито Коматина
51. Марија Кнежевић
52. Наташа Крстић
53. Јелена Крстић
54. Зоран Круљ
55. Јана Куваља
56. Драгана Купрешанин
57. Радован Кузмановић
58. Марко Кусмук
59. Милорад Лазић
60. Мирослав Лазовић
61. Љубомир Лацковић
62. Предраг Лојаница
63. Милица Лилић
64. Павле Максимовић
65. Мирослав Мандић
66. Раде Марковић
67. Љиљана Мартиновић
68. Иван Миленковић
69. Владимир Милановић
70. Влада Милинковић
71. Никола Милчев
72. Биљана Миљковић
73. Тамара Митровић
74. Давид Млађовић
75. Миодраг Млађовић
76. Мирон Мутаовић
77. Тања Николајевић Веселинов
78. Бранко Николов
79. Светлана Нинковић
80. Катарина Павловић
81. Никола Обрадовић
82. Драган Пејовић
83. Владимир Петровић
84. Мице Поптсис
85. Љубица Радовић
86. Нина Радоичић
87. Љиљана Ранђић
88. Владимир Ранковић
89. Миодраг Ристић
90. Душан Савковић
91. Маја Симић
92. Јован Спасовић
93. Сања Сремац
94. Вида Станисавац Вујчић
95. Милан Станисављевић
96. Ивана Станисављевић Негић
97. Милош Станојев
98. Ђорђе Станојевић
99. Јелена Станојевић
100. Стефан Станчић
101. Јелена Стевин
102. Добри Стојановић
103. Марина Стојановић
104. Слободан Дане Стојановић
105. Мирјана Стојковић Мит
106. Михаило Стошовић
107. Емил Сфера
108. Милорад Тепавац
109. Томислав Тодоровић
110. Мирјана Томашевић
111. Марија Тошковић
112. Јелена Трајковић
113. Катарина Трипковић
114. Анђелина Туцаковић
115. Ивана Флегер
116. Тијана Фишић
117. Ервин Ћатовић
118. Аљоша Цвјетићанин
119. Ана Церовић
120. Зоран Чалија
121. Весна Чанак
122. Јелена Шалинић Терзић
123. Милош Шарић
124. Оливера Шипка
125. Вукашин Станковић
126. Миодраг Анђелковић
127. Мирослав Анђелковић